# Залюття (Дубечненська сільська громада)
Залю́ття — село в Україні, у Дубечненській сільській громаді Ковельського району Волинської області. Населення становить 400 осіб.

## Історія
У 1906 році хутір Хотешівської волості Ковельського повіту Волинської губернії. Відстань від повітового міста 88 верст, від волості 27. Дворів 18, мешканців 93.
До 21 липня 2017 року село входило до складу Дубечненської сільської ради Старовижівського району Волинської області.

## Населення
Згідно з переписом УРСР 1989 року чисельність наявного населення села становила 479 осіб, з яких 230 чоловіків та 249 жінок.
За переписом населення України 2001 року в селі мешкало 480 осіб.

### Мова
Розподіл населення за рідною мовою за даними перепису 2001 року:
| Мова       | Відсоток |
| ---------- | -------- |
| українська | 99,58 %  |
| білоруська | 0,21 %   |
| російська  | 0,21 %   |